# Episodi de La casa del guardaboschi (ventesima stagione)
La ventesima stagione della serie televisiva La casa del guardaboschi è in onda dal 30 agosto 2009 al 18 dicembre 2009 sul canale ZDF.
| nº | Titolo originale     | Titolo italiano | Prima TV Germania | Prima TV in italiano |
| -- | -------------------- | --------------- | ----------------- | -------------------- |
| 1  | Das Island Abenteuer |                 | 30 agosto 2009    |                      |
| 2  | Familiengeheimnis    |                 | 4 settembre 2009  |                      |
| 3  | Attentat             |                 | 11 settembre 2009 |                      |
| 4  | Lukas kommt!         |                 | 18 settembre 2009 |                      |
| 5  | Endlich Hochzeit     |                 | 25 settembre 2009 |                      |
| 6  | Sturmschäden         |                 | 2 ottobre 2009    |                      |
| 7  | Winkelzüge           |                 | 9 ottobre 2009    |                      |
| 8  | Holzklau             |                 | 16 ottobre 2009   |                      |
| 9  | Erpressung           |                 | 23 ottobre 2009   |                      |
| 10 | Fehltritte           |                 | 30 ottobre 2009   |                      |
| 11 | Beweisführung        |                 | 6 novembre 2009   |                      |
| 12 | Für und Wider        |                 | 13 novembre 2009  |                      |
| 13 | Treibjagd            |                 | 20 novembre 2009  |                      |
| 14 | Vollgas              |                 | 27 novembre 2009  |                      |
| 15 | Aus heiterem Himmel  |                 | 11 dicembre 2009  |                      |
| 16 | Freier Fall          |                 | 18 dicembre 2009  |                      |